# Шарлът Флеър
Ашли Елизабет Флеър (родена на 5 април 1986 г.) е американска професионална кечистка.
Понастоящем работи с WWE под сценичното име Шарлът Флеър, където е бивша шесткратна Шампионка при жените на Първична сила, седемкратна Шампионка при жените на Разбиване, двукратна Шампионка при жените на NXT, както и последната Шампионка на Дивите. Дъщеря е на пенсионирания професионален кечист Рик Флеър и сестра на Дейвид Флеър и Рийд Флеър. През 2014 е избрана за „новобранка“ на годината от Pro Wrestling Illustrated.

## В кеча
Завършващи ходове
- Bow Down to the Queen[8]/Natural Selection[4] (Somersault cutter, понякога от горното въже)[9][10][11][12]
- Цифрата 8[4] (Bridging figure-four leglock)[13][14]

Ключови ходове
- Backpack stunner, понякога докато бяга[15][16][17]
- Big boot[18][19]
- Charlotte's Web[9][12] (Split-legged evasion пренесен в bridging inverted roll-up)[9][12] – Усъвършенстван
- Figure-four headscissors, понякога пренесено в многократни push-up facebuster[20][21]
- Kneeling hangman's neckbreaker[14][22]
- Knife edge chop, с постановки[23][24] – усвоен от баща си
- Running jumping knee drop[17][25] – усвоен от баща си
- Лъвско салто[20][26]
- Sitout wheelbarrow facebuster[27][28]
- Somersault senton[29][30]
  - Копие[17][31][32]
  - Swinging neckbreaker, понякога на опонент на въжетата[33][34]

Прякори
- „Малкото природно момиче на тате“[35]
- „Момичето на природата“[35]
- „Светкавицата на NXT“[36]
- „Най-мръсната дива в играта“

Мениджъри
- Рик Флеър[20]

Входни песни
- „Have It My Way“ (NXT)
- „Going Down“ на Spider Rockets (NXT)
- „Recognition“ на CFO$ (NXT/WWE; 29 май 2014 – )[37]

### Титли и постижения
- Pro Wrestling Illustrated
  - Вражда на Годината (2016) със Саша Банкс
  - Новобранка на Годината (2014)
  - Жена на Годината (2016)
  - PWI Female 50 я класира на No.1 от топ 50 жените кечистки през 2016
- Wrestling Observer Newsletter
  - Най-лошата Вражда на Годината (2015) – Отбор Пи Си Би срещу Отбор Лоши срещу Отбор Бела
  - Most Disgusting Promotional Tactic (2015) Using Reid Flair's death in an angle
- WWE
  - Шампионка на Дивите на WWE (1 път)
  - Шампионка при Жените на Първична сила (6 пъти)
  - Шампионка при Жените на Разбиване (7 пъти)
  - Кралско меле (2020, 2025)
  - Отборна шампионка при жените на WWE (1 път) – с Аска
- WWE NXT
  - Шампионка при Жените на NXT (2 пъти)
  - Победителка в Турнира за Титлата при Жените на NXT (2014)